# Malmignati

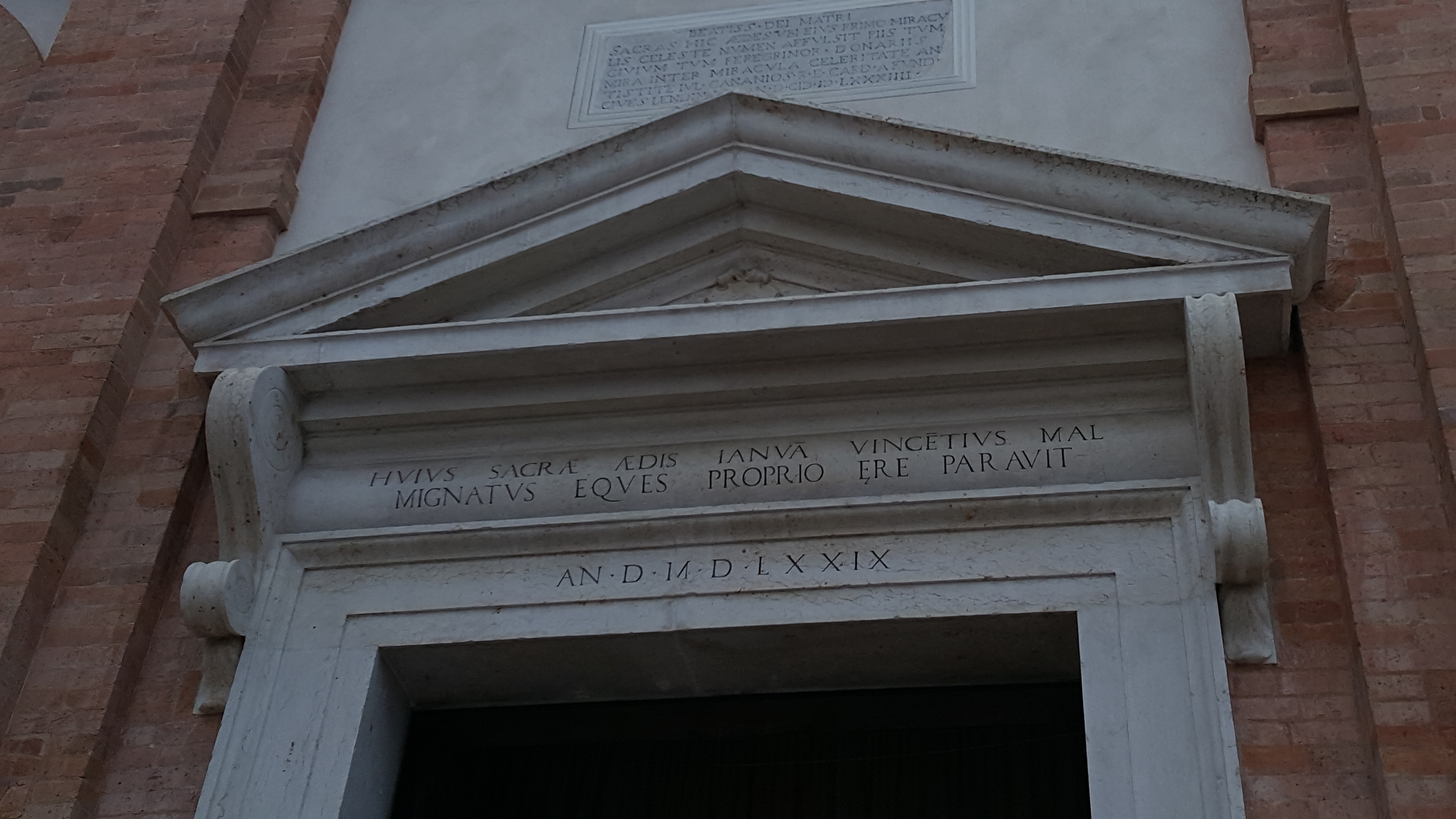
Iscrizione del nome di Vincenzo Malmignati presente sulla Chiesa della Madonna del Pilastrello in Via del Santuario, 35, 45026 Lendinara RO

I Malmignati sono una famiglia proveniente dalla città di Ferrara. La famiglia Malmignati si stabilì a Lendinara intorno alla prima metà del XV secolo, distinguendosi in breve tempo per l'ingente ricchezza accumulata e la grande influenza esercitata nel governo della cittadina polesana.

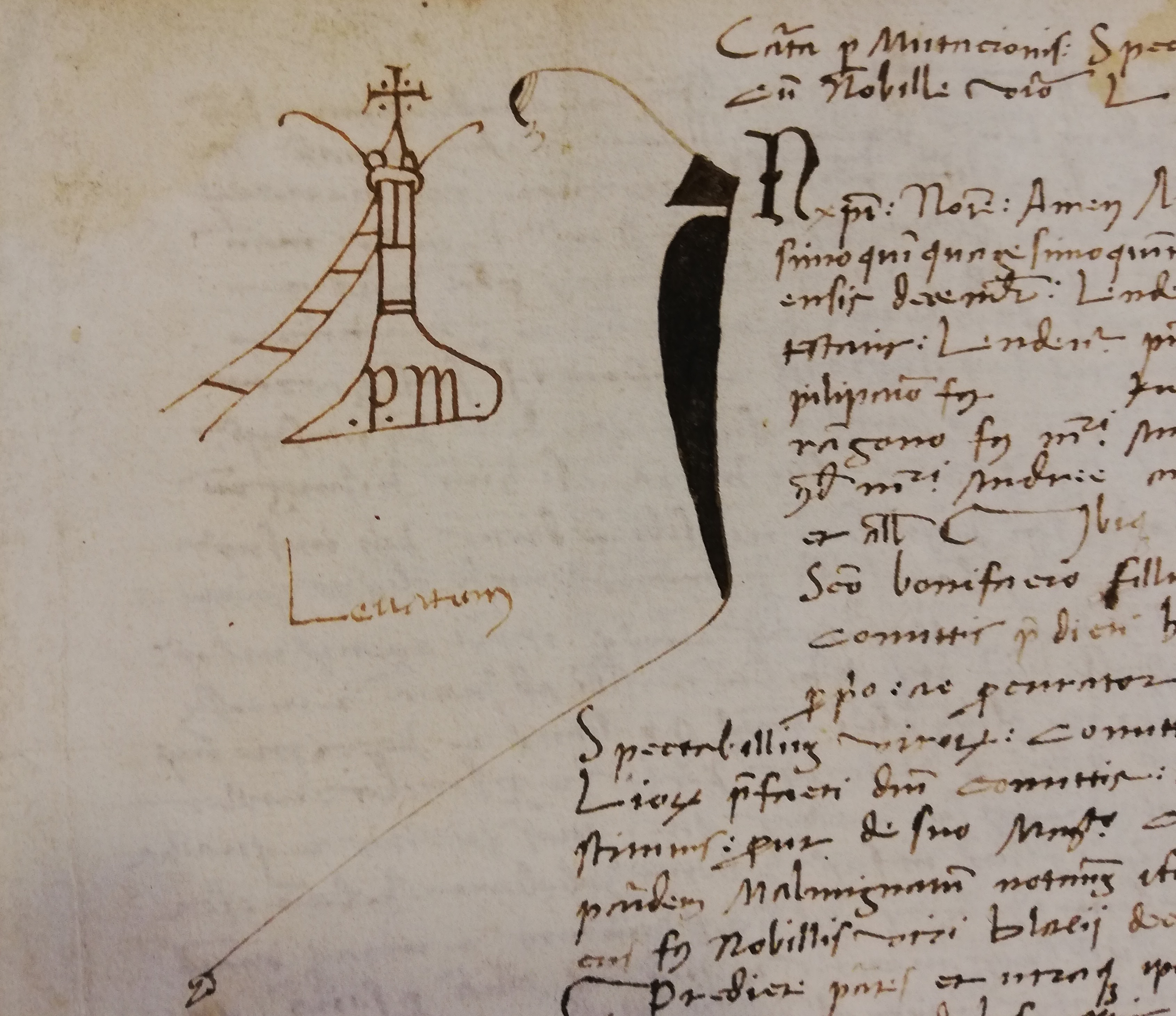
Firma parlante marginale autografa di Paris Malmignati, anno 1447.

## Origine
Secondo lo storico De Stefani, la famiglia era originaria di Portomaggiore ed aveva mutato nome da Ziotti o Riotti in "Malmignati per aver dato, come suona il grido, malamente da mangiare alla famiglia Follegati in congiuntura di privare i cittadini di Porto dalla tirannide esercitata da quella famiglia". Il De Stefani non fa dunque riferimento alcuno alla derivazione del soprannome Malmignati dai lemmi malmignatta e mignatta che alludono, in senso spregiativo, a particolari tratti o pratiche del gruppo familiare. Si ha notizia di "un Guidone dimorante in Ferrara", i cui figli, Paolo (Polo) e Paride (Paris), "vennero a dimorare nel Polesine e dopo aver fissata per brevissimo tempo residenza in Rovigo (ma il clima non li soddisfece) si portarono a Lendinara dove, probabilmente in ricompensa dei servizi prestati agli Estensi dal padre, la famiglia aveva avuto terreni in feudo."
Le prime testimonianze storiche certe della presenza dei Malmignati in Lendinara sono gli atti redatti dal notaio Paris o Paride Malmignati dal 29 aprile 1447 al 27 settembre 1471 e conservati nell'Archivio di Stato di Rovigo Archiviato il 27 giugno 2019 in Internet Archive.. Inoltre un documento del Consorzio Valdentro o Retratto, datato 1463, ne descrive i beni immobili posseduti nelle campagne di Ramodipalo, e lo indica "come cittadino e nunzio" del Comune di Lendinara. 
Da Paride discendono: il poeta Giulio, Francesco che scrisse un importante manoscritto di cronaca cittadina e Lodovico, il fondatore dell'Accademia di Lendinara. Da Paolo invece nacquero Lorenzo e Alberto. Alberto ebbe per figlio Vincenzo, un noto cavaliere nel Cinquecento, che a sua volta ebbe un figlio Alberto, morto prematuramente. In seguito le sue ricchezze passano ad altre famiglie dell'epoca. Dal matrimonio di Lorenzo e Elisabetta Lupati nacquero il dottor di Legge Bartolomeo, Lorenzo e Giovanni Battista. Successivamente i Malmignati si imparentarono con la famiglia Leopardi: Angela Malmignati, figlia di Guido, sposò un fratello dell'arciprete don Antonio, Gaspare.
Ritroviamo il nome di Vincenzo e del fratello Bartolomeo all'interno del verbale della seduta tenutasi il 4 gennaio del 1557 nella casa del cavaliere Galeazzo da Milan, nella quale si sarebbero dovuti eleggere tre presidenti che avrebbero provveduto alla bonifica delle valli di S. Biagio e Valdentro. Tra gli eletti vi fu proprio Bartolomeo. Infine il presidente e suo fratello furono anche beneficiari di alcuni dei campi che derivarono da essa.
Nonostante ciò che si può pensare dall'elezione precedentemente citata, in realtà tra i due fratelli il più facoltoso era in realtà Vincenzo. "La più notevole figura del cinquecento lendinarese, per ricchezza e nobiltà" egli fu più volte "Regolatore del comune, promotore e presidente del consorzio Valdentro nel 1559, presentatore ai Provveditori ai Beni Inculti a Venezia del progetto e disegni per la bonifica del Consorzio Vespara di Fratta nel 1564, commissario assieme a Bartolomeo Malmignati, Ercole Catti, Girolamo Petrobelli e Giovanni Gherardini per la costruzione del Santuario della Madonna di Lendinara per la cui chiesa fece costruire la porta principale nel 1579 (sull'architrave di marmo è scolpito il suo nome). Egli fece innalzare sulla riviera dell'Adigetto il magnifico palazzo sulla facciata del quale è pure inciso il suo nome. Nel 1553 ricevette la nomina di cavaliere da parte della Serenissima Signoria. "Nel 1571, 15 luglio Vincenzo Malmignati cavalier, assieme a Francesco Badoer e altri proprietari del Consorzio di Vespara, s'era impegnato a sostenere la spesa per le opere del Retratto."
Il reale rapporto di sangue di Vincenzo e Bartolomeo non è però certo, esistono diversi documenti nei quali la loro qualità di fratelli non risulta. Questo fatto è molto importante, infatti nel momento della morte di Vincenzo, senza eredi maschi il patrimonio venne suddiviso tra le tre figlie con una conseguente suddivisione di quest'ultimo tra altrettante famiglie. Così, dati i 60.000 ducati che spettavano a ciascuna delle figlie, le famiglie dei tre sposi ne ricevettero un aiuto economico non da poco.

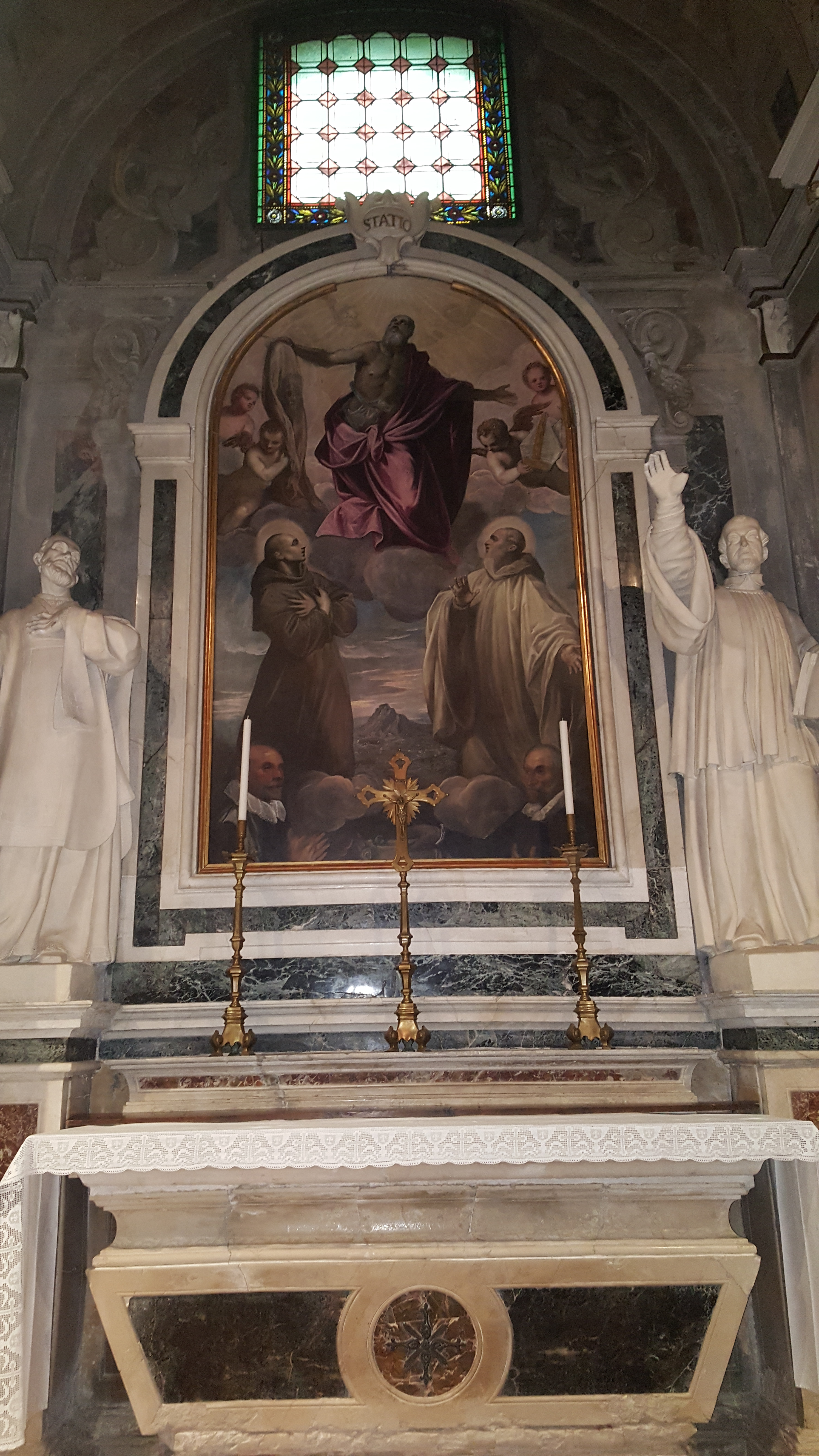
Tela situata all'interno del Santuario della Madonna del pilastrello, i due personaggi rappresentati negli angoli bassi sono rispettivamente Bartolomeo e Battista Malmignati, committenti dell'opera

Vincenzo Malmignati, come precedentemente detto, era una figura di spicco a Lendinara e nell'intera Italia, ed era conosciuto anche in altri paesi d'Europa. Particolarmente nota era la sua ospitalità, quando qualche personaggio arrivava a Lendinara egli lo accoglieva in casa propria, nonostante non lo conoscesse.
Un'altra figura di spicco all'interno della famiglia Malmignati fu Giulio. Nato nel 1573 e morto nel 1642, fu un poeta di particolare fama.
Molto importante è l'opera L'Enrico o Francia conquistata dedicata a Luigi XIII re di Francia e di Navarra. Giulio avrebbe voluto portargli una copia di persona, ma visti l'età e il lungo viaggio decise di inviargliela in dono. Luigi rispose con una lettera: «Monsignor Giulio Malmignati,

abbiamo visto e letto con Nostra grande consolazione il nobilissimo ed eroico poema nel quale sono celebrate le glorie del nostro Regio Padre; ne Le rendiamo infinite grazie, così per l'eroica virtù sua, come per la buona disposizione che ha verso di Noi e della Nostra Corona.

Perciò liberamente Le diciamo che si valga dei Nostri favori e della Grazia Nostra con quella libertà che le Sue virtù meritano, e saremo sempre pronti a farle ogni sorta di beneficio più desiderato.

Dichiarandoci Noi e la Nostra Corona per sempre buoni e perpetui protettori di Lei e dei suoi in tutte le occasioni che Le potessero insorgere e sia pur certo che a Noi e Nostra Corona sarà sempre di Illustrissima e dolce memoria il nome di Giulio Malmignati, cantore delle glorie paterne, la cui onorata persona preghiamo Dio che feliciti e dal mal riguardi

Il 25 dicembre 1623.»
Ricevette anche, in quelli stessi giorni la nomina a cavaliere di San Marco e Ambasciatore da parte del doge Francesco Contarini.
Il figlio Francesco Malmignati racconta anche che il padre venne processato e multato con 60 ducati per una lieve colpa, un suo giumento aveva difatti danneggiato alcune biade di terreni vicini, appartenenti ad Andrea Trevisan. Giulio, da uomo di onorevole qual era, "pagò la multa senza alcun risentimento". Il 1º ottobre del 1640 Giovanni, figlio primogenito sposò la figlia dello stesso Trevisan.
Infine Giulio, assieme al dott. Andrea Fancioli presero l'iniziativa di creare a Lendinara un'Accademia. Iniziativa che però solo dopo svariati anni venne attuato.
Il Giulio Malmignati poeta morì nel 1642, non è da confondere con il Giulio Malmignati capo di una fazione di fuorilegge che nel 1621 venne ucciso a archibugiate.
La famiglia Malmignati si compone anche di altri personaggi importanti, come: il colonnello nella guerra di Mantova Cesare Malmignati; Francesco Malmignati, vissuto durante la peste del 1630 di cui scrive la cronaca.
Si conosce dalle cronache, riportate da Francesco Malmignati, il tentativo di Giulio Malmignati di fondare l'Accademia degli Aggirati nel 1629 che successivamente fu fondata dalla Società Letteraria. L'Accademia costituì il primo e più importante nucleo della Biblioteca di Lendinara.
Nel 1736 avviene il matrimonio tra Pietr'Antonio Perolari e Cornelia Malmignati. L'unico erede maschio del ramo proveniente da Guido, Don Ottavio, fa testamento a favore del matrimonio con la condizione che la famiglia aggiunga al proprio nome quello dei Malmignati. Così nasce il ramo Perolari-Malmignati. Successivamente il nipote Pietro Perolari-Malmignati riceve beni da entrambi i rami aumentando l'influenza e la ricchezza della famiglia. Pietro nel 1810 divenne Vice-Prefetto a Rovereto e nel 1815 Podestà di Lendinara.

## L'Archivio dei Malmignati
L'archivio della famiglia Malmignati è il risultato di una raccolta scrupolosa di documenti. La raccolta conserva l'archivio domestico dei Malmignati e le carte di alcune famiglie di Lendinara e Padova imparentate tra loro come Leopardi, Cattaneo, Rodari, Petrobelli e de Lazara. Cesare Stufferi Malmignati, ultimo proprietario dell'archivio, ha venduto una parte dei fondi che oggi sono conservati nell'Archivio di Rovigo e Padova mentre alcuni appartengono a vari fondi.  L'archivio Malmignati è stato sempre oggetto di interesse per la Regione del Veneto che nel 1989-1990 lo acquista. Lo stesso anno Adriano Badoer e Giorgetta Bonfiglio Dosio, funzionari veneti nell'ambito archivistico, analizzano l'archivio e preparano i materiali per il trasferimento alla Biblioteca Comunale di Lendinara. Successivamente i fondi, fatta eccezione per il Malmignati, vengono riordinati da Andrea Baccaglini e Ilaria Mariani. I documenti sono stati ordinati in base al contenuto, tipologia documentaria, datazione, consistenza e segnatura antica e divisi in sette elenchi: Malmignati, Cattaneo, Leopardi, Petrobelli, Rodari e due per de Lazara. Si è poi proceduto al riordino fisico delle carte con rispetto per le aggregazioni originali. Le unità sono state disposte in ordine cronologico, tranne i documenti che compongono le serie di vari argomenti che sono stati inseriti nelle buste seguendo l'ordine in cui sono stati rinvenuti in fase di schedatura.

## Nobiltà
La famiglia Malmignati fu aggregata il 9 gennaio 1717 al Consiglio nobile di Lendinara, e con bolla in data 17 aprile 1706 ottenne da S.S. Papa Clemente XI il titolo di conte palatino e del Sacro Palazzo Lateranense nelle persone dei fratelli Giov. Battista, Galeazzo e Vincenzo e loro discendenti maschi. L'Imperatore d'Austria con sovrana risoluzione 5 aprile 1830 le confermò la sua nobiltà ed il titolo comitale.
Il titolo venne riconosciuto dalla Repubblica Veneta, ed iscritto il 3 gennaio 1780 nell' A. L. T nelle persone di Giov. Battista, Enea di Giov. Battista, Giorgio, Tommaso ed Antonio di Cesare. Antonio Maria di Cesare ebbe la conferma della sua nobiltà e del titolo comitale con S. R. A. 5 aprile 1830.
La famiglia è iscritta nell'Elenco Ufficiale Italiano coi titoli di nobile (mf.), conte palatino (m.) in persona di Guido, n. Padova 30 settembre 1872, di Antonio, di Cesare, e di Luisa Regazzoni.

## Stemmi della casata

### Malmignati di Lendinara in epoca estense
Semipartito e troncato, d'argento, di rosso e di verde; il terzo ramarro d'argento, posto in fascia e rivoltato.

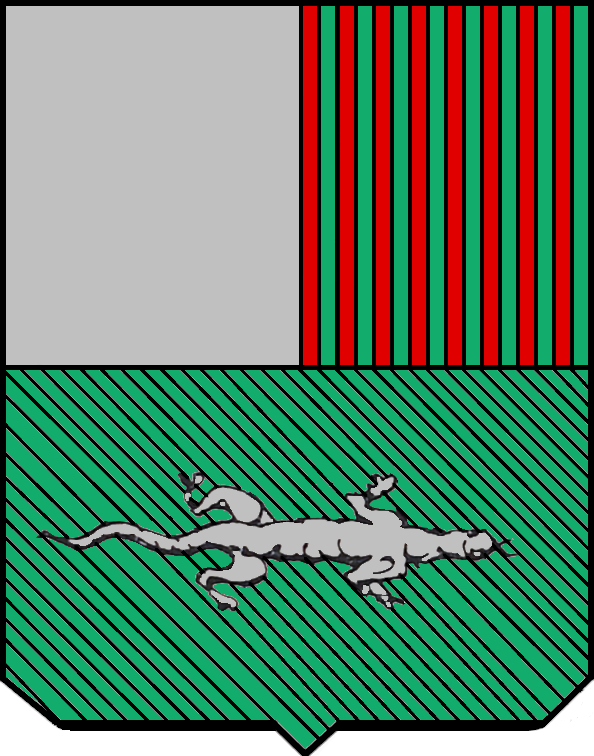
Stemma della famiglia Malmignati di Lendinara (riproduzione)

### Malmignati di Padova
Semipartito spaccato, nel 1º di rosso, nel 2º d'argento, nel 2º di verde, alla lucertola al naturale rivolta sul verde.

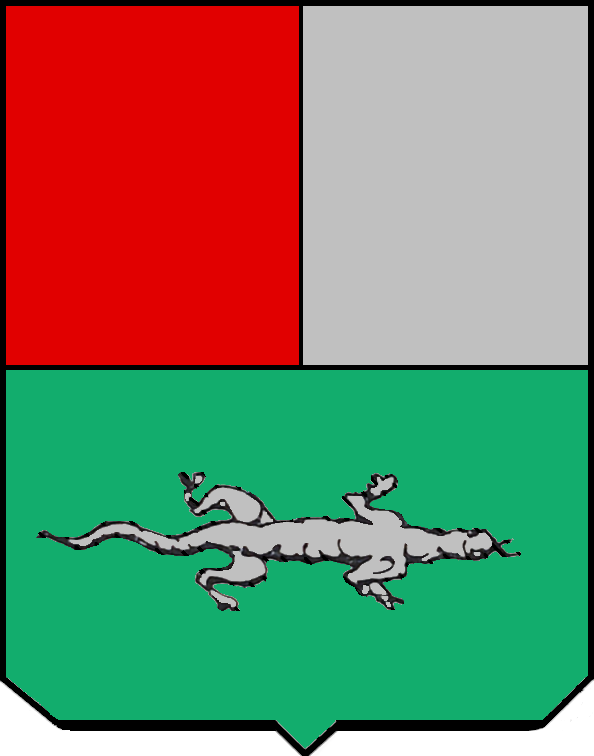
Stemma della famiglia Malmignati di Padova (riproduzione)

### Stemma Malmignati in epoca veneta
Scudo semispaccato, nel 1º di rosso, nel 2º d'argento, nel 3º d'azzurro alla lucertola di verde sopra un terreno dello stello.

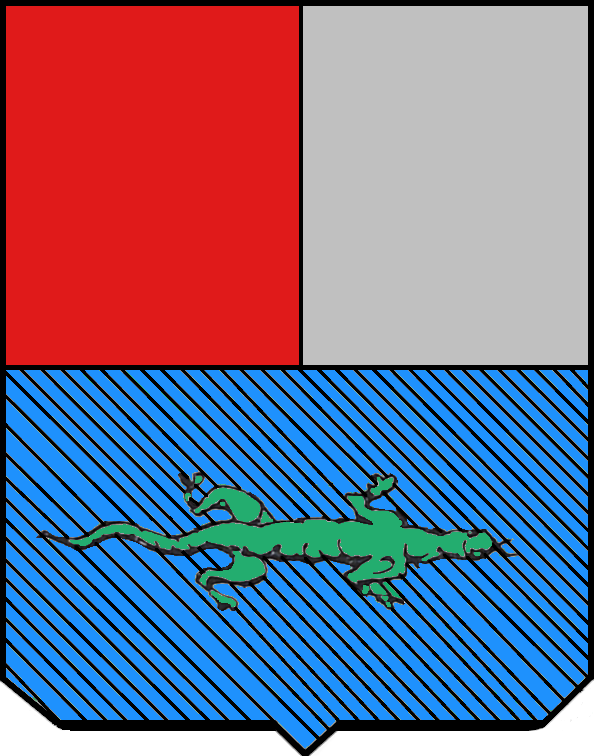
Stemma della famiglia Malmignati secondo il Frassoni (riproduzione)

### Stemma comitale Malmignati
Scudo semipartito e troncato con una corona sormontante. Nel 1º di rosso e di verde, nel 2º d'argento e nel 3º alla lucertola d'argento rivolta sul verde. La corona comitale è costituita da un cerchio d'oro gemmato e rialzato di 16 perle tra le quali solo 9 sono visibile.

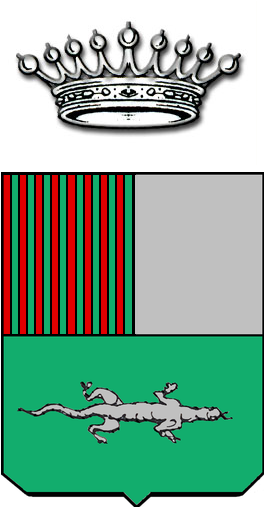
Stemma comitale della famiglia Malmignati (riproduzione)

### Stemma originale posto sulla facciata settentrionale di Palazzo Malmignati
Scudo semipartito e ritroncato con una corona comitale costituita da un cerchio d'oro gemmato e rialzato di 16 perle tra le quali solo 9 sono visibile. Il levriere è  un cane da caccia che simboleggia l'anima pronta e vivace. 

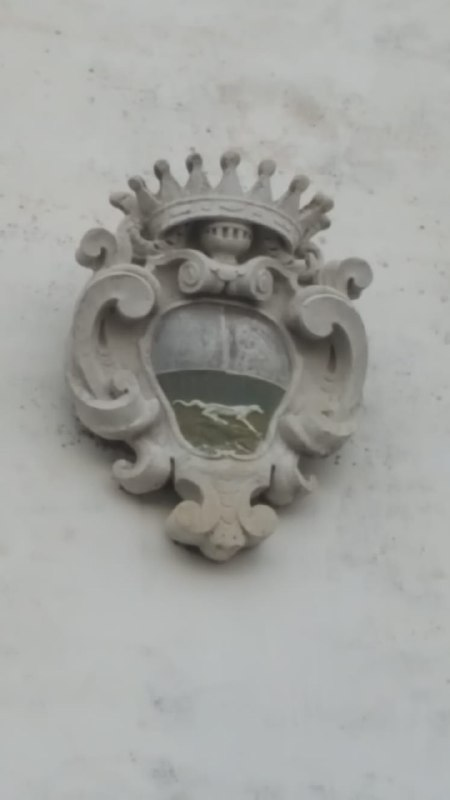
Uno stemma nobiliare posto sul fronte settentrionale del palazzo (R.M. 1988)

### Stemma Perolari-Malmignati
Lupo rampante di nero su scudetto di oro su - fascia di argento su azzurro - croce di oro ripiena di rosso in alto su azzurro - 3 pere gambute e fogliate al naturale in palo poste in fascia su azzurro in basso caricanti anche la fascia di argento - semipartito di argento e di rosso e troncato di verde caricato di un ramarro di argento visto di dorso e posto in fascia - semipartito di rosso e di argento e troncato di verde caricato di un ramarro di argento visto di dorso e posto in fascia.

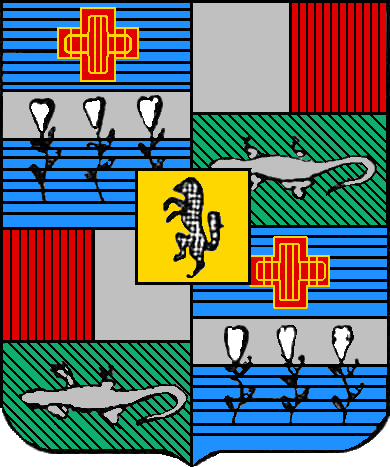
Stemma della famiglia Perolari-Malmignati (riproduzione)